# Nothobranchius furzeri
Nothobranchius furzeri is een straalvinnige vissensoort uit de familie van de killivisjes (Nothobranchiidae). De wetenschappelijke naam van de soort is voor het eerst geldig gepubliceerd in 1971 door Jubb.

## Voortplanting en ontwikkeling
De eitjes die de vis legt kunnen soms al na 15 dagen uitkomen. De vissensoort is al na 18 dagen in staat om zich voort te planten en doet er hiermee gemiddeld 1 dag langer over dan N. kadleci. De vis groeit met gemiddeld zo'n 2,72 millimeter per dag.